# جيف أريس
جيف أريس (بالإنجليزية: Jeff Ayres)‏ مواليد 29 أبريل 1987، هو لاعب كرة سلة أمريكي يلعب مع فريق سان أنطونيو سبرز في الرابطة الوطنية لكرة السلة ويحمل الرقم 11. يبلغ طوله 6 قدم 9 بوصة (2.1 م).

## فرق لعب لها
- بورتلاند ترايل بلايزرز
- إنديانا بايسرز
- سان أنطونيو سبرز

## روابط خارجية
- جيف أريس على موقع إن بي أي (الإنجليزية)
- جيف أريس على موقع دوري كرة السلة الياباني للمحترفين (اليابانية)
- جيف أريس على موقع الدوري التايواني الممتاز لكرة السلة (الصينية)
- جيف أريس على موقع سبورتس رفرنس (الإنجليزية)
- جيف أريس على موقع كرة السلة الأوروبية.كوم (الإنجليزية)
- جيف أريس على موقع إي إس بي إن.كوم (الإنجليزية)
- جيف أريس على موقع كلية كرة السلة في سبورتس رفرنس.كوم (الإنجليزية)
- جيف أريس على موقع ريلجم (الإنجليزية)
- جيف أريس على موقع بروبوليرز (الإنجليزية)
- جيف أريس على موقع سبورتس رفرنس (الإنجليزية)